# Wilhelm Baumeister (general)
Wilhelm Baumeister, nemški general in vojaški zdravnik, * 7. december 1887, † 19. januar 1963.

## Življenjepis
Sprva je bil divizijski zdravnik 2. lahke divizije (1938–41), nato pa je postal korpusni zdravnik 8. (1941–42), 17. (1942–43) in ponovno 8. korpusa (1943).
Do konca vojne je bil nato armadni zdravnik 6. armade.

## Odlikovanja
- Nemški križ v srebru (3. december 1943)